# Robin Le Normand
Robin Le Normand, né le 11 novembre 1996 à Pabu en France, est un footballeur international espagnol d'origine française qui évolue au poste de défenseur central à l'Atlético de Madrid et pour l'équipe d'Espagne.
Formé au Stade brestois 29, Robin Le Normand n'est pas conservé après avoir disputé son premier match professionnel. Il s'engage alors avec le club espagnol de la Real Sociedad. Après y avoir terminé sa formation, il s'impose en équipe première, remporte la Coupe d'Espagne en 2020, participe à qualifier l'équipe en Coupe d'Europe et devient international espagnol.
Né en France, Robin Le Normand n'est jamais convoqué en équipe de France. Naturalisé espagnol en 2023, il est immédiatement appelé en sélection nationale avec qui il remporte la Ligue des nations en 2023 et l'Euro en 2024.

## Biographie

### Enfance et formation bretonnes
Né en novembre 1996 à Pabu, dans les Côtes-d'Armor, en Bretagne, Robin Le Normand commence le football au Evron Football Club (club regroupant les communes de Bréhand, Maroué et Meslin), avant de rejoindre le Lamballe FC, jusqu'en catégorie U15.
Il est alors repéré orienté vers le Stade brestois 29 « C’est son prof de sport, à l’époque, qui connaissait Mickaël Pellen (éducateur U19 à Brest) et qui lui en a parlé. Je suis entré en contact avec le club de Lamballe et je l’ai invité sur le tournoi international U15 de Plougonvelin. On a eu la chance de gagner. Il jouait milieu défensif et a été élu meilleur joueur du tournoi. Le soir même, la famille m’a donné l’accord pour qu’il s’engage avec le Stade brestois » raconte Nicolas Mariller, éducateur du club brestois.

### Fin de formation au Stade brestois (2011-2015)
En 2011, à l'âge de quinze ans, Robin Le Normand est recruté par le Stade brestois 29 et gravit les échelons[Quoi ?] au sein des équipes de jeunes du club.
Un an seulement après son arrivée, à l'âge de seize ans, Robin Le Normand fait ses débuts avec l'équipe réserve du club, le 21 septembre 2013 en championnat de France amateur (quatrième division), alors qu'il évolue habituellement avec les U19 du Stade brestois. « C’est un garçon qui venait plus tôt que les autres à l’entraînement et que je devais ramener au vestiaire. Tous les jours, Robin voulait en faire un peu plus », se souvient fin 2018 Nicolas Mariller, son éducateur en U19 à Brest. Il reste trois saisons avec l'équipe réserve, jusqu'en 2016, jouant 39 matchs et marquant deux buts.
Lors de la saison 2015-2016, Robin Le Normand intègre l'équipe première et fait partie de l'effectif professionnel du Stade brestois, en Ligue 2. Alors détenteur d'un contrat fédéral, il joue son premier match en L2 contre le FC Sochaux, à l’extérieur (défaite 2-1) le 15 avril 2016 lors de la 34e journée. Il est titulaire en défense centrale en raison de la suspension de Simon Falette, et dispute l'intégralité de la rencontre. Robin Le Normand est averti le même mois qu'il n'est pas conservé à la fin de la saison 2015-2016 et retourne terminer l'exercice en équipe réserve. 

### Real Sociedad (2016-2024)
Non conservé par le Stade brestois en 2016, Robin Le Normand est contacté par Eric Olhats, recruteur de la Real Sociedad notamment à l'origine du recrutement d'Antoine Griezmann quelques années auparavant pour le club espagnol,,. Eric Olhats propose à Robin Le Normand de venir effectuer un test au sein de la Real Sociedad, au début du mois de juillet 2016. « Olhats me suivait depuis plusieurs années, quand Brest a décidé de ne pas me conserver il m’a dit de venir à la Real, pour voir ce que ça donne » raconte Robin Le Normand en 2018. Le retour du club espagnol est positif, il signe un premier contrat professionnel de deux ans, et une place dans l’équipe réserve lui est attribuée dans un premier temps.

#### Débuts avec la Real Sociedad B (2016-2018)
L'essai au sein du club basque s'avère concluant, Robin Le Normand signe le 4 juillet 2016 un contrat professionnel de deux ans avec la Real Sociedad, à l'âge de 19 ans et intègre dans un premier temps l'équipe réserve du club, la Real Sociedad B, en Segunda División B (équivalent de la troisième division).
Malgré une adaptation difficile, notamment au niveau de la langue, il réalise une saison très honorable, disputant 23 matchs de championnat lors sa première saison en Espagne.

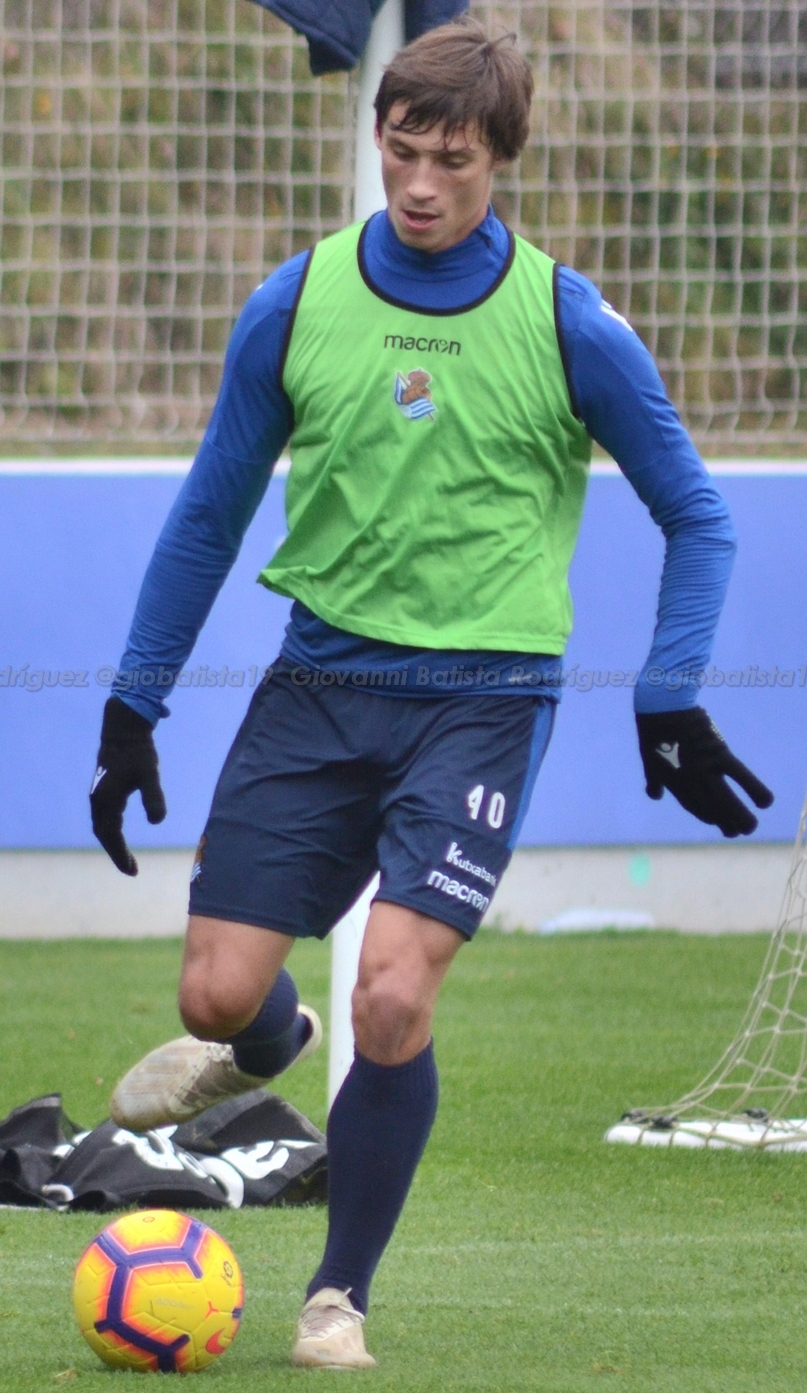
Robin Le Normand à l'entraînement en 2018.

Lors de la saison 2017-2018, Robin Le Normand dispute la quasi-totalité des matchs de la Real Sociedad B. Il est l'un des principaux artisans de la saison réussie de l'équipe, qui termine troisième de sa poule et se qualifie pour les barrages d'accession en deuxième division. Ses prestations sont remarquées par Asier Garitano, nouvel entraîneur de l'équipe première. 

#### Coupe d'Europe et international espagnol (2018-2024)
Deux ans après son arrivée au club, Robin Le Normand commence la saison 2018-2019 avec l'équipe première de la Real Sociedad. Il est convoqué dans le groupe par Asier Garitano pour le stage de pré-saison. Au mois d'août 2018, il prolonge son contrat d'un an supplémentaire et est alors lié au club jusqu'en 2020.
Robin Le Normand joue pour la première fois en première division espagnole le 26 novembre 2018, contre le Celta Vigo, lors d'une victoire 2-1 à domicile, au Stade d'Anoeta. Une semaine plus tard, le 2 décembre 2018, il est titulaire pour la première fois et joue la totalité de la rencontre de Liga chez le Betis Séville, au Stade Benito-Villamarín. Profitant de plusieurs forfaits, le Français enchaîne les titularisations quatre fois d’affilée (trois matches de Liga, un de Coupe du Roi). Le 12 février 2019, il prolonge à nouveau son contrat de deux années, le liant à la Real Sociedad jusqu'en 2022. Lors de sa première saison avec le groupe professionnel, il dispute un total de quatre matchs de championnat, et trois en Coupe du roi pour un temps de jeu de 528 minutes. 
La saison suivante, en 2019-2020, il intègre définitivement l'équipe première. Devenu titulaire et « indispensable » au sein de la défense centrale de la Real Sociedad sous la direction d'Imanol Alguacil et ayant joué plus de 3000 minutes dans la saison, il prolonge son contrat début juin 2020 jusqu'en 2024 avec le club espagnol.
En juillet 2022, son contrat est cette fois prolongé jusqu'en 2026.

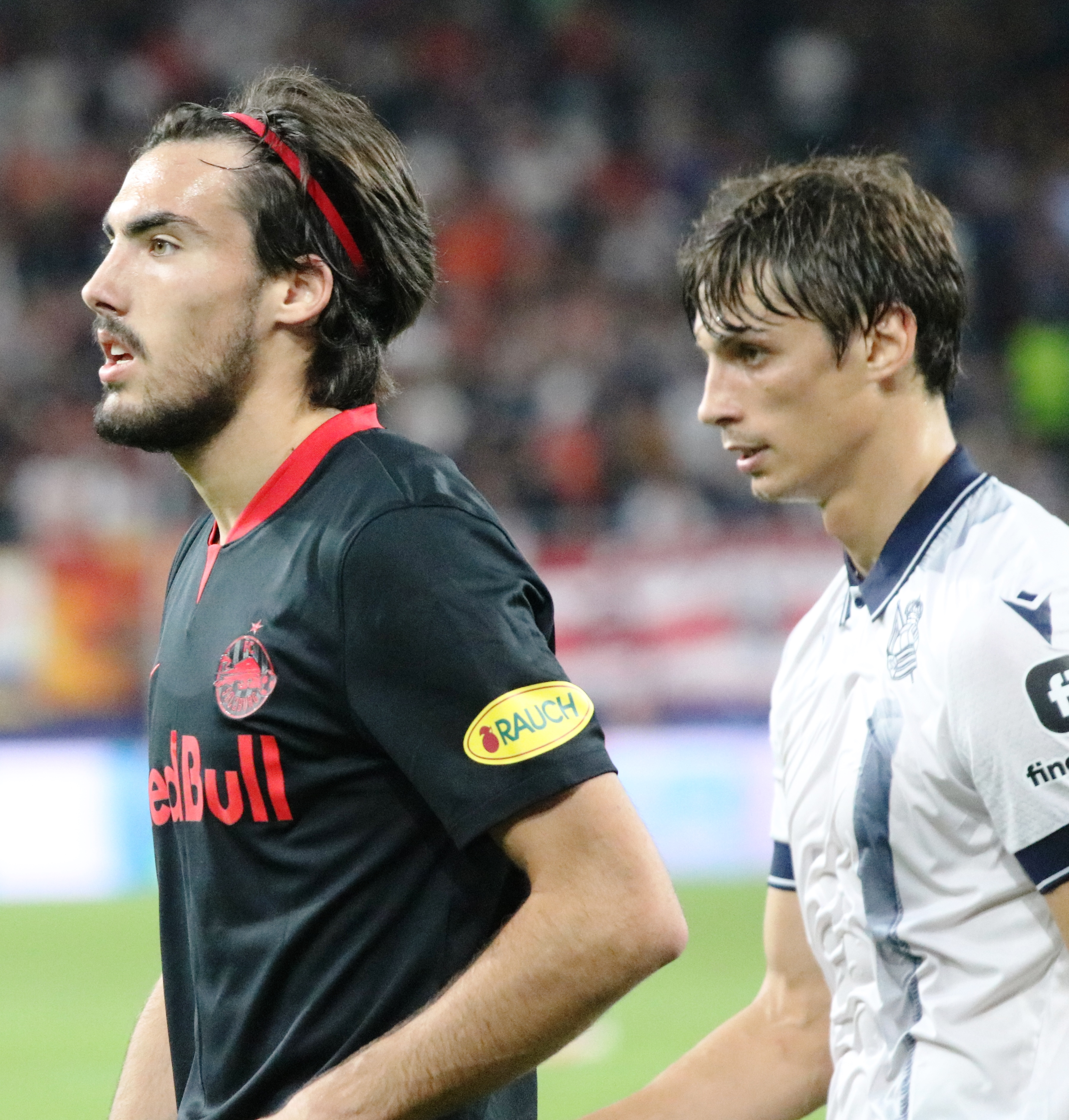
Le Normand (à d.) en Ligue des champions en octobre 2023.

### Atlético Madrid (depuis 2024)
Le 3 août 2024, Robin Le Normand est transféré à l'Atlético Madrid. Il s'engage pour 5 années avec les Colchoneros contre une indemnité de transfert estimée à 34,5 millions d'euros + 5 de bonus. Le Normand est considéré comme la recrue la plus performante de l'Atlético en début de saison. La solidité défensive du club est ainsi plus marquée quand il est sur le terrain par rapport aux moments où il n'y est pas. À la fin du mois de septembre, il est atteint d'un traumatisme crânien avec hématome sous-dural après un choc avec Aurélien Tchouaméni lors d'un match de Liga face au Real Madrid, ce qui le contraint à manquer plusieurs rencontres de club et de sélection. Le Normand fait son retour dans le groupe madrilène au début du mois de décembre à l'occasion d'un match de Coupe d'Espagne.

### Sélection nationale espagnole
En décembre 2020, alors qu'il est titulaire à la Real Sociedad où il joue depuis 2016 et sera éligible pour jouer avec l’Espagne trois ans plus tard, Robin Le Normand déclare « L’équipe de France, je l’espère (...). J’en rêve, comme tout joueur français » et confie à L’Équipe sur ses possibilités internationales : « Non, je suis français. Je me sens super bien ici, mais mon rêve, c’est de jouer un jour en équipe de France. (...) C’est vrai, c’est un objectif dans un coin de ma tête ».
Né en France, Robin Le Normand obtient la nationalité espagnole, le 24 mai 2023, après avoir effectué des démarches en début d'année 2023. Alors admissible en équipe d'Espagne à laquelle il a donné un accord de principe, il est convoqué pour la première fois avec La Roja le 2 juin 2023, pour la phase finale de la Ligue des Nations. Il joue son premier match le 15 juin 2023 contre l'Italie en demi-finale de Ligue des Nations et joue l'intégralité de la rencontre (victoire 2-1).
En mai 2024, il figure dans une liste élargie de 29 joueurs appelés par Luis de la Fuente pour l'Euro 2024 puis il fait partie de la liste définitive de 26 joueurs publiée le 7 juin,. Averti lors du match de poules contre l'Italie, il l'est également lors du quart de finale remporté contre l'Allemagne (2-1) et est suspendu pour la demi-finale. Il est titulaire lors de la finale gagnée par la Roja 2-1 face à l'Angleterre.
En mai 2025, il fait partie du groupe de 26 joueurs convoqués pour participer à la phase finale de la Ligue des nations.

## Statistiques

### Par saison
| Saison                | Club                  | Championnat           | Championnat | Championnat | Championnat | Coupe(s) nationale(s) | Coupe(s) nationale(s) | Coupe(s) nationale(s) | Supercoupe | Supercoupe | Supercoupe | Compétition(s) continentale(s) | Compétition(s) continentale(s) | Compétition(s) continentale(s) | Compétition(s) continentale(s) | Coupe du monde des clubs | Coupe du monde des clubs | Coupe du monde des clubs | Espagne | Espagne | Espagne | Total | Total | Total |
| Saison                | Club                  | Division              | M.          | B.          | P.d.        | M.                    | B.                    | P.d.                  | M.         | B.         | P.d.       | Comp.                          | M.                             | B.                             | P.d.                           | M.                       | B.                       | P.d.                     | M.      | B.      | P.d.    | M.    | B.    | P.d.  |
| 2015-2016             | Stade brestois 29     | Ligue 2               | 1           | -           | 0           | -                     | -                     | -                     | -          | -          | -          | -                              | -                              | -                              | -                              | -                        | -                        | -                        | -       | -       | -       | 1     | 0     | 0     |
| 2016-2017             | Real Sociedad B       | Segunda División B    | 26          | 1           | -           | -                     | -                     | -                     | -          | -          | -          | -                              | -                              | -                              | -                              | -                        | -                        | -                        | -       | -       | -       | 26    | 1     | 0     |
| 2017-2018             | Real Sociedad B       | Segunda División B    | 36+2        | 2           | -           | -                     | -                     | -                     | -          | -          | -          | -                              | -                              | -                              | -                              | -                        | -                        | -                        | -       | -       | -       | 38    | 2     | 0     |
| 2018-2019             | Real Sociedad B       | Segunda División B    | 18          | 1           | -           | -                     | -                     | -                     | -          | -          | -          | -                              | -                              | -                              | -                              | -                        | -                        | -                        | -       | -       | -       | 18    | 1     | 0     |
| Sous-total            | Sous-total            | Sous-total            | 82          | 4           | 0           | -                     | -                     | -                     | -          | -          | -          | -                              | -                              | -                              | -                              | -                        | -                        | -                        | -       | -       | -       | 82    | 4     | 0     |
| 2018-2019             | Real Sociedad         | Liga                  | 4           | 0           | 1           | 3                     | 0                     | 0                     | -          | -          | -          | -                              | -                              | -                              | -                              | -                        | -                        | -                        | -       | -       | -       | 7     | 0     | 1     |
| 2019-2020             | Real Sociedad         | Liga                  | 31          | 1           | -           | 8                     | 1                     | -                     | -          | -          | -          | -                              | -                              | -                              | -                              | -                        | -                        | -                        | -       | -       | -       | 39    | 2     | 0     |
| 2020-2021             | Real Sociedad         | Liga                  | 33          | 0           | 1           | 2                     | 0                     | 0                     | 1          | -          | -          | C3                             | 7                              | -                              | -                              | -                        | -                        | -                        | -       | -       | -       | 43    | 0     | 1     |
| 2021-2022             | Real Sociedad         | Liga                  | 37          | 1           | 1           | 4                     | 0                     | 1                     | -          | -          | -          | C3                             | 7                              | 1                              | 0                              | -                        | -                        | -                        | -       | -       | -       | 48    | 2     | 2     |
| 2022-2023             | Real Sociedad         | Liga                  | 33          | 0           | 0           | 4                     | 0                     | 0                     | -          | -          | -          | C3                             | 4                              | 0                              | 0                              | -                        | -                        | -                        | 2       | 0       | 0       | 43    | 0     | 0     |
| 2023-2024             | Real Sociedad         | Liga                  | 29          | 2           | -           | 7                     | -                     | -                     | -          | -          | -          | C1                             | 7                              | 0                              | 0                              | -                        | -                        | -                        | 15      | 1       | 0       | 58    | 3     | 0     |
| Sous-total            | Sous-total            | Sous-total            | 167         | 4           | 3           | 28                    | 1                     | -                     | 1          | -          | -          | -                              | 25                             | 1                              | 1                              | -                        | -                        | -                        | 17      | 1       | 0       | 238   | 7     | 4     |
| 2024-2025             | Atlético de Madrid    | Liga                  | 27          | 1           | 0           | 5                     | 0                     | 0                     | -          | -          | -          | C1                             | 5                              | 0                              | 0                              | 3                        | 0                        | 1                        | 6       | 0       | 0       | 46    | 1     | 1     |
| 2025-2026             | Atlético de Madrid    | Liga                  | 1           | 0           | 0           | -                     | -                     | -                     | -          | -          | -          | -                              | -                              | -                              | -                              | -                        | -                        | -                        | -       | -       | -       | 1     | 0     | 0     |
| Sous-total            | Sous-total            | Sous-total            | 28          | 1           | 0           | 5                     | 0                     | 0                     | -          | -          | -          | -                              | 5                              | 0                              | 0                              | 3                        | 0                        | 1                        | 6       | 0       | 0       | 47    | 1     | 1     |
| Total sur la carrière | Total sur la carrière | Total sur la carrière | 278         | 8           | 3           | 33                    | 1                     | 0                     | 1          | 0          | 0          | -                              | 30                             | 1                              | 0                              | 3                        | 0                        | 1                        | 23      | 1       | 0       | 368   | 11    | 4     |

### Liste des matchs internationaux
| #   | Date              | Lieu                                       | Adversaire      | Résultat        | Compétition                                    | Note                                            |
| --- | ----------------- | ------------------------------------------ | --------------- | --------------- | ---------------------------------------------- | ----------------------------------------------- |
| 1.  | 15 juin 2023      | De Grolsch Veste, Enschede, Pays-Bas       | Italie          | 2 - 1           | Phase finale de la Ligue des nations 2022-2023 | Titulaire.                                      |
| 2.  | 18 juin 2023      | Stade Feijenoord, Rotterdam, Pays-Bas      | Croatie         | 0 - 0 tab 5-4   | Phase finale de la Ligue des nations 2022-2023 | Titulaire et 78e par Nacho.                     |
| 3.  | 8 septembre 2023  | Boris Paichadze, Tbilissi, Géorgie         | Géorgie         | 1 - 7           | Éliminatoires de l'Euro 2024                   | Titulaire.                                      |
| 4.  | 12 septembre 2023 | Nuevo Los Cármenes, Grenade, Espagne       | Chypre          | 6 - 0           | Éliminatoires de l'Euro 2024                   | Titulaire.                                      |
| 5.  | 12 octobre 2023   | Stade La Cartuja, Séville, Espagne         | Écosse          | 2 - 0           | Éliminatoires de l'Euro 2024                   | Titulaire.                                      |
| 6.  | 15 octobre 2023   | Ullevaal Stadion, Oslo, Norvège            | Norvège         | 0 - 1           | Éliminatoires de l'Euro 2024                   | Titulaire et 46e par David García.              |
| 7.  | 16 novembre 2023  | Limassol Arena, Limassol, Chypre           | Chypre          | 1 - 3           | Éliminatoires de l'Euro 2024                   | Titulaire et 46e par David García.              |
| 8.  | 19 novembre 2023  | Stade José-Zorrilla, Valladolid, Espagne   | Géorgie         | 3 - 1           | Éliminatoires de l'Euro 2024                   | Titulaire et 4e.                                |
| 9.  | 26 mars 2024      | Stade Santiago-Bernabéu, Madrid, Espagne   | Brésil          | 3 - 3           | Match amical                                   | Titulaire et 81e par Pau Cubarsí.               |
| 10  | 5 juin 2024       | Stade Nuevo Vivero, Badajoz, Espagne       | Andorre         | 5 - 0           | Match amical                                   | Remplaçant et 46e à la place de Pau Cubarsí.    |
| 11  | 8 juin 2024       | Stade de Son Moix, Palma, Espagne          | Irlande du Nord | 5 - 1           | Match amical                                   | Titulaire.                                      |
| 12  | 15 juin 2024      | Olympiastadion, Berlin, Allemagne          | Croatie         | 3 - 0           | Euro 2024                                      | Titulaire.                                      |
| 13  | 20 juin 2024      | Arena AufSchalke, Gelsenkirchen, Allemagne | Italie          | 1 - 0           | Euro 2024                                      | Titulaire.                                      |
| 14  | 24 juin 2024      | Düsseldorf Arena, Düsseldorf, Allemagne    | Albanie         | 0 - 1           | Euro 2024                                      | Remplaçant et 46e à la place d'Aymeric Laporte. |
| 15  | 30 juin 2024      | Stade de Cologne, Cologne, Allemagne       | Géorgie         | 4 - 1           | Euro 2024                                      | Titulaire.                                      |
| 16  | 5 juillet 2024    | Stuttgart Arena, Stuttgart, Allemagne      | Allemagne       | 2 - 1 a. p.     | Euro 2024                                      | Titulaire et 46e par Nacho.                     |
| 17  | 14 juillet 2024   | Olympiastadion, Berlin, Allemagne          | Angleterre      | 2 - 1           | Euro 2024                                      | Titulaire et 83e par Nacho.                     |
| 18. | 5 septembre 2024  | Stade de l'Étoile rouge, Belgrade, Serbie  | Serbie          | 0 - 0           | Ligue des nations 2024-2025                    | Titulaire.                                      |
| 19. | 8 septembre 2024  | Stade de Genève, Genève, Suisse            | Suisse          | 1 - 4           | Ligue des nations 2024-2025                    | Titulaire et expulsé à la 20e minute.           |
| 20. | 20 mars 2025      | Stade Feijenoord, Rotterdam, Pays-Bas      | Pays-Bas        | 2 - 2           | Ligue des nations 2024-2025                    | Titulaire.                                      |
| 21. | 23 mars 2025      | Stade de Mestalla, Valence, Espagne        | Pays-Bas        | 3 - 3 5-4 t.a.b | Ligue des nations 2024-2025                    | Titulaire.                                      |
| 22. | 5 juin 2025       | MHPArena, Stuttgart, Allemagne             | France          | 5 - 4           | Ligue des nations 2024-2025                    | Titulaire et 77e par Daniel Vivian.             |
| 23. | 8 juin 2025       | Allianz Arena, Munich, Allemagne           | Portugal        | 2 - 2 tab 5-3   | Ligue des nations 2024-2025                    | Titulaire.                                      |

### Buts internationaux
| Buts internationaux de Robin Le Normand | Buts internationaux de Robin Le Normand | Buts internationaux de Robin Le Normand  | Buts internationaux de Robin Le Normand | Buts internationaux de Robin Le Normand | Buts internationaux de Robin Le Normand | Buts internationaux de Robin Le Normand | Buts internationaux de Robin Le Normand | Buts internationaux de Robin Le Normand |
|                                         | Date                                    | Lieu                                     | Adversaire                              | Résultat                                | Compétition                             | Notes                                   | Notes                                   | Sel.                                    |
| --------------------------------------- | --------------------------------------- | ---------------------------------------- | --------------------------------------- | --------------------------------------- | --------------------------------------- | --------------------------------------- | --------------------------------------- | --------------------------------------- |
| 1.                                      | 19 novembre 2023                        | Stade José-Zorrilla, Valladolid, Espagne | Géorgie                                 | 3 - 1                                   | Éliminatoires de l'Euro 2024            | 4e de la tête                           | 1 - 0                                   | 8e                                      |

## Palmarès
Sous les couleurs de la Real Sociedad, Robin Le Normand remporte la Coupe d'Espagne en 2020.
Avec l'Espagne, Le Normand remporte la Ligue des nations en 2023 et l'Euro en 2024. Il est également finaliste de la Ligue des nations en 2025.